# 阳光电源
阳光电源股份有限公司（深交所：300274，简称：阳光电源），是中国深圳证券交易所的一家上市公司，是一家从事太阳能、风能、储能、电动汽车等新能源电源设备的研发、生产、销售和服务的高新技术企业。
公司成立于1997年11月，前身为合肥阳光电源有限公司，2010年整体变更股份有限公司，2011年11月2日在深圳证券交易所挂牌上市。
2023年，公司实现收入722.5亿，同比+79.47%；归母净利润94.4亿，同比+162.69%；扣非净利润92.2亿，同比+172.18%。